# Valverde (El Hierro)
Valverde és un municipi de les illes Canàries, de la província de Santa Cruz de Tenerife. Es troba al nord-est de l'illa d'El Hierro, de la qual és la capital i la població més poblada, amb 4.914 habitants. La seva superfície és de 103,64 km². La seva ubicació a 570 msnm fa que sovint quedi coberta pels núvols que arrosseguen els vents alisis, provocant en ella un clima humit. Cada quatre anys la Verge dels Reis, patrona de l'illa baixa en romiatge fins a Valverde.

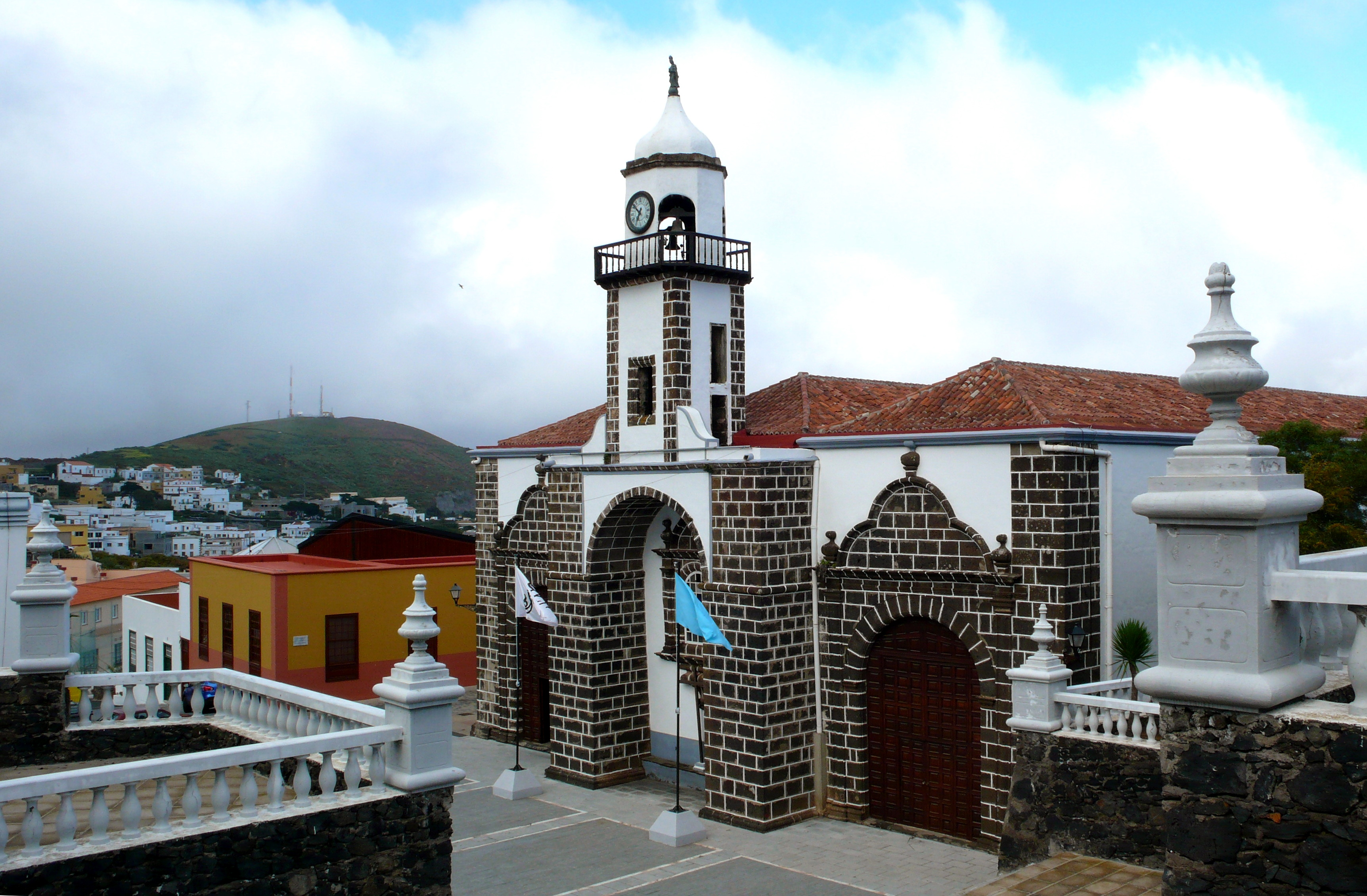
Església Nostra Senyora de la Concepció